# 葉鳥螺子
葉鳥螺子（葉鳥ビスコ）（1975年8月30日—），為日本的女性漫畫家。
埼玉縣出身，血型AB型。
出道作品為（一瞬間的羅曼史）。代表作品為「櫻蘭高校男公關部」。

## 作品列表
- 一瞬间的罗曼史、原名
- 《千年之雪（英语：Millennium Snow）》：全4冊。天下出版代理。
- 《櫻蘭高校男公關部》全18冊、2002年 - 2010年、LaLa
- 2012年新作短篇《荒誕幻想力劇場》在《LaLa》開載
- 2013年1月號LaLaDX《千年之雪》連載再開
- 2014年7月號LaLa《幕后推手!!》超大型新連載，台灣東立《花漾》月刊連載中。

## 外部連結
- （日語）
- （日語）EGOISTIC CLUV WEB版 （页面存档备份，存于） -